# Dispositivos hipersustentadores
Dispositivos hipersustentadores são mecanismos adaptados às asas que permitem aumentar consideravelmente o coeficiente de sustentação do aerofólio.

## Dispositivos

### Flape

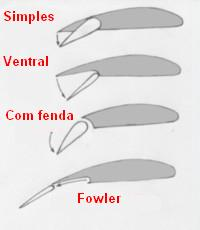
Tipos de flapes.

O flape ou flap é um dispositivo hipersustentador que possibilita aumentar a curvatura da asa. Dessa forma é possível aumentar seu coeficiente de sustentação ({\displaystyle C_{L}}).

#### Tipos de flape
- Flape simples
- Flape ventral
- Flape com fenda
- Flape tipo "fowler" - este é o que mais aumenta o coeficiente de sustentação, pois além de aumentar a curvatura da asa, também aumenta sua área.

### Slot
O slot ou fenda é um dispositivo que aumenta o ângulo de ataque crítico do aerofólio. Consiste em uma fenda que suaviza o escoamento do fluido no extradorso da asa, evitando o turbilhonamento. Permite que a asa atinja ângulos de ataque maiores, e consequentemente maior sustentação.

#### Slats
- Existe um tipo especial de slot que fica recolhido durante o voo normal, só entrando em funcionamento quando necessário. Esses slots móveis são denominados slats. Em aeronaves de pequeno porte, os slats ficam estendidos por ação de molas. Quando em voo, o impacto do ar faz com que esses se recolham. Em aeronaves de grande porte, podem ser acionados separadamente pelo piloto através de alavancas e comandos hidráulicos.